# Vico Faggi
Vico Faggi, pseudonimo di Alessandro Orengo detto Sandro (Pavullo nel Frignano, 13 febbraio 1922 – Genova, 18 gennaio 2010), è stato un magistrato, drammaturgo, poeta e traduttore italiano.
Durante la seconda guerra mondiale ha combattuto sulle colline emiliane contro il nazifascismo nella Resistenza italiana.
È conosciuto per le sue traduzioni dalla lingua greca antica e dalla lingua latina di opere di Seneca, Sofocle, Plauto, Terenzio.

## Biografia
Laureatosi a Modena in giurisprudenza, al termine della guerra è entrato in magistratura. È stato giudice alla Corte d'Appello di Genova fino al 1992.
Come autore teatrale ha scritto Ifigenia non deve morire, Il processo di Savona, Cinque giorni al porto e Rosa Luxemburg, dedicato alla figura della donna politica e rivoluzionaria Rosa Luxemburg (questi ultimi due insieme a Luigi Squarzina), oltre a Non più mille, concepito con Gina Lagorio. Sei sue commedie sono state raccolte da Roberto Trovato in due volumi: Parola di teatro (edito da Marietti editore, 1992) e Vero e verosimile (Orso, 1998); altre tre sono apparse, sempre a cura di Trovato, nella collana Teatro Italiano Contemporaneo (Editori & Associati di Roma).
Collaboratore con Nino Palumbo, Silvio Riolfo Marengo, Domenico Astengo e Cesare Garelli di Resine, rivista letteraria, è stato autore di radiodrammi e teledrammi ma anche di poesie (ha dato alle stampe una dozzina di sillogi tra cui Quaderno partigiano, Corno alle Scale (dedicata alla montagna dell'Appennino settentrionale il Corno alle Scale), Fuga dei versi, A Mirta, Intra domum, Il giudice e il poeta, del 1991, contenente sia prose che poesie).
Come saggista ha pubblicato un saggio storico su Sandro Pertini Sandro Pertini: sei condanne due evasioni e uno studio sul drammaturgo August Strindberg, oltre a lavori di presentazione di pittori.
Per la sua attività letteraria ha conseguito diversi riconoscimenti.
È morto il 17 gennaio 2010, all'età di quasi 88 anni.

## Frammento
In ricordo del suo luogo di origine, Pavullo nel Frignano, ha scritto i seguenti versi:
(da Frignano.Silenzio)

## Opere

### Teatro
- Ifigenia non deve morire (1962; riedita nel 1965 con il titolo Un certo giorno di un certo anno in Aulide)
- Il processo di Savona (1965)[3]
- In nome della società (1965)
- Emancipazione (1967)
- Minima theatralia
- Cinque giorni al porto (1969, con Luigi Squarzina)
- Rosa Luxemburg (1976, con Luigi Squarzina)
- Voci del Black Power (1971)
- Non più mille (1979, con Gina Lagorio)
- Il disertore (1984)
- Gian Luigi e la gloria. Atto unico, ERGA, 1996

### Poesia
- Quaderno partigiano (1968, Savona, Editore Silvio Sabatelli)
- Corno alle Scale (1981, All'insegna del Pesce d'Oro, prefazione di Sergio Solmi, Schenewiller, )
- Sette poesie da Savona (1985, prefazione di Adriano Guerrini, Savona, Edizioni "Resine")
- Amici, pittori (1985, Pescara, Questarte Libri, 2ª ed. 1986; prefazione di Vittorio Coletti);
- Fuga dei versi (1986, prefazione di L. Garetti e A. Marchese, Garzanti)
- Sette poesie (1987, Pisa, Editori Giardini, Collezione Europa, diretta da Renata Giambene; con un saggio di Elio Gioanola)
- Da Ovidio, Corinna (1988, Forlì, Forum/Quinta Generazione, postfazione di Caterina Barone)
- Poetando cose (1991, prefazione di P. Gibellini Casagrande)
- Signora d'Albuison (1996, prefazione di D. Puccini. S. M. dei Giustiniani)
- Svolte (1998, Scheiwiller)
- A Mirta (2000, Genova, Autoedizione)
- Intra domus (2003, Novara, Interlinea)
- Il giudice e il poeta: prose e poesie (1991, Genova, Marietti)

### Saggistica
- Sandro Pertini: sei condanne, due evasioni, Milano, Mondadori, 1970 e 1984. ISBN 88-04-33827-X
- Strindberg, Nuova Italia 1978
- Studi e presentazioni per i pittori Alberto Nobile, Gino Covili, Ugo Sanguineti, Bruno Liberti, Luigi Grande, Luigi Rigon
- Scrivere teatro, Le Mani-Microart'S, 2008
- La poesia, forse, Le Mani-Microart'S, 2008

### Altro
- Silone o la speranza (1996)
- La strega di Palato (2002)
- Giulietta e Rahman

### Traduzioni
- Seneca, Edipo, Introduzione e traduzione di Vico Faggi, Torino, Einaudi, 1972
- Seneca, Ercole furioso, Introduzione e traduzione di Vico Faggi, Torino, Einaudi, 1979
- Seneca, Medea; Fedra; Tieste, Introduzione e note di Caterina Barone, traduzione di Vico Faggi, Milano, Garzanti, 1979
- Sidonio Apollinare, Carmina, Tradotti da Vico Faggi, Genova, S. Marco dei Giustiniani, 1982
- Plauto, Anfitrione; Bacchidi; Casina; Menecmi; Pseudolo, Introduzione e note di Margherita Rubino, Versione teatrale di Vico Faggi, Milano, Garzanti, 1985
- Terenzio, Le commedie, Introduzione e traduzione di Ferruccio Bertini e Vico Faggi, Note di Guido Reverdito, Milano, Garzanti, 1989, 2 voll.
- Seneca, Le tragedie, a cura di Vico Faggi, collana I Millenni, Torino, Einaudi, 1991
- Plauto, Aulularia; Miles gloriosus; Mostellaria, Introduzione e note di Margherita Rubino, Traduzione di Vico Faggi, Milano, Garzanti, 1996

Altro
Per Garzanti, Mondadori ed Einaudi tragedie di Euripide e Sofocle

## Riconoscimenti
- Premio per il teatro St. Vincent (due volte)
- Premio Fondi la Pastora
- Premio Flaiano sezione teatro miglior autore 1989 per Marina: commiato[7]
- Premio per la poesia David (due volte)
- Premio Betocchi
- Premio Camaiore
- Premio Latina
- Premio Oggi e domani